# Anastasija Diegtiariewa
Anastasija Diegtiariewa (ur. 1996 r.) – rosyjska aerobiczka, mistrzyni świata, złota medalistka World Games.
Przygodę ze sportem zaczęła w wieku czterech lat w Irkucku. Na międzynarodowej imprezie zadebiutowała w 2015 roku. Rok później wystąpiła na mistrzostwach świata w Inczon, zajmując czwarte miejsce w kroku. W 2018 roku w Guimarães zdobyła swój pierwszy złoty medal w kroku. W rywalizacji indywidualnej nie zdołała awansować do finału.
Podczas World Games 2017 we Wrocławiu zdobyła złoto w kroku.
Jest żoną Daniłła Wołkowa.